# Petal
Petal è una città (city) degli Stati Uniti d'America, situata nella contea di Forrest, nello Stato del Mississippi.